# Bussière-Nouvelle
Bussière-Nouvelle [bysjɛʁ nuvɛl] ist eine Gemeinde in Frankreich. Sie gehört zur Region Nouvelle-Aquitaine, zum Département Creuse, zum Arrondissement Aubusson und zum Kanton Auzances. Sie grenzt im Norden an Arfeuille-Châtain, im Nordosten an Rougnat, im Osten an Le Compas, im Süden an Sermur, im Südwesten an Lupersat und im Nordwesten an Mainsat.

## Bevölkerungsentwicklung
| Jahr      | 1962 | 1968 | 1975 | 1982 | 1990 | 1999 | 2012 |
| --------- | ---- | ---- | ---- | ---- | ---- | ---- | ---- |
| Einwohner | 184  | 165  | 141  | 130  | 113  | 105  | 105  |

## Sehenswürdigkeiten
- Kirche Sainte-Marie-Madeleine

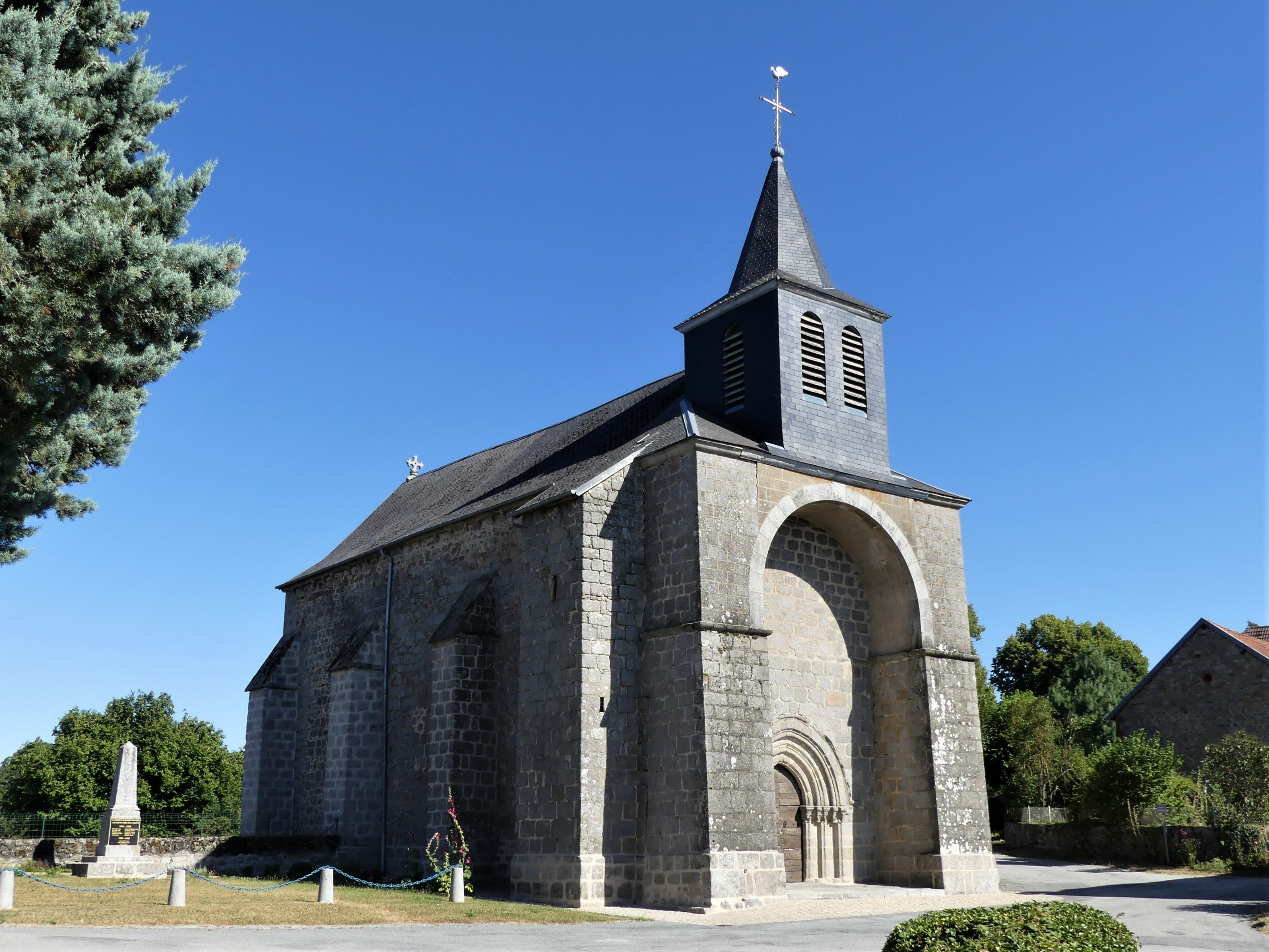
Kirche Sainte-Marie-Madeleine

- Kapelle Saint-Jean im Ortsteil Blavepeyre